# Emilie Bendel
Anna Louise Emilie Bendel (* 26. Januar 1839 in Berne; † 14. November 1915 in Bremen) war eine deutsche Pädagogin, Schulgründerin und Frauenrechtlerin.

## Biografie
Bendel war die Tochter eines Postmeisters in Berne. Sie besuchte die private Höhere Mädchenschule von Dr. Steinhoff in Oldenburg und wohnte auch in Oldenburg. Sie war dann im Hause des Schuldirektors tätig, erhielt eine Stelle in einer privaten Schule und bildete sich mit Privatunterricht in Englisch und Französisch weiter.
1861 kam sie nach Bremen und war bis 1864 Privatlehrerin bei dem Reeder D. H. Wätjen. 1864 reiste sie nach England und unterrichtete bis 1865 in London. 1865 lehrte sie an der Schule von Frl. Struckmann, einer der fünf Höheren Mädchenschulen in Bremen. 1866 hielt sie sich in Paris auf. Sie bestand 1866 und 1867 ihre Prüfungen als Lehrerin für Englisch, Französisch und Geografie und war ab 1866 an der Höheren Mädchenschule von Frl. Albers und Herrn Habenicht tätig.
1870 eröffnete Bendel eine eigene Schule, die sich an der Contrescarpe Nr. 120, dann an der Birkenstraße Nr. 21 und ab 1872/73 an der Schillerstraße Nr. 24 in Bremen-Mitte befand. Diese Schule hatte anfänglich 18 Schülerinnen und 1883 bis zu 200 Schülerinnen. Sie übergab die Leitung der Schule 1898 an die Pädagogin Anna Bartels. Von 1893 bis 1896 leitete sie auch eine Kochschule, die sich Am Wall Nr. 129 befand und bald erweitert werden musste. 1896 war sie mit Felicie Gildemeister, Ottilie Hoffmann, Doris Focke und anderen Frauen der Bremer Frauenbewegung bei der Umwandlung des Frauen-Erwerbs- und Ausbildungsvereins (FEAV) zu einem reinen Frauenverein aktiv und übernahm die Funktionen als Rechnungs- und Schriftführerin im Verein, den Lucy Lindhorn führte. Ihre Kochschule wurde 1897 dem Frauenerwerbsverein angeschlossen und war nun im Vereinshaus des FEAV in der Pelzerstraße in der Bremer Altstadt untergebracht. Auch die Auskunftstelle für freiwillige Hilfsarbeit wurde 1907 durch sie gegründet. 
1909 wurden Bendel und Agnes Matthes Leiterinnen der neu gegründeten Frauenschule des FEAV, die 1911 eine staatliche Konzession erhielt, aber 1915 geschlossen wurde zugunsten einer Frauendienstschule. Die Frauenschule mit Fächern wie Volkswirtschaftslehre, Bürgerkunde, Englisch, Kunstgeschichte, Hauswirtschaft, Ernährungslehre, häusliche Buchführung oder Kochen diente zur Vorbereitung für eine sich anschließende Berufsausbildung. Sie kann als Vorläufer des späteren Sozialen Seminars angesehen werden. 
Ihre Höhere Mädchenschule wurde 1912 ein Lyzeum, musste jedoch 1923 im Zuge der Verstaatlichung im Bremer Schulwesen schließen.
Bendel war ledig und wohnte nach Beendigung ihrer Lehrtätigkeit mit verschiedenen Lehrerinnen in der Grünenstraße.